# Chondrosiida
De Chondrosiida vormen een orde binnen de klasse der Demospongiae (gewone sponzen). Deze sponzen lijken erg veel op aardappels, maar dan met een rode of bruine kleur. Ze bezitten daarnaast nog een centrale opening, waardoor ze algen en plankton filteren. Deze sponzen leven op een diepte van 1 tot 3 meter, bij voorkeur aan de kust.
Sponzen uit deze orde hechten zich meestal vast aan oester- of mosselschelpen.

## Taxonomie
- Familie Chondrillidae[2]
- Familie Chondrosiidae[3] Schulze, 1877